# Tarlac (province)
Pour les articles homonymes, voir Tarlac.
Tarlac est une province des Philippines située sur l'île de Luçon.